# Линкълн (окръг, Кентъки)
Вижте пояснителната страница за други значения на Линкълн.
Окръг Линкълн (на английски: Lincoln County) е окръг в щата Кентъки, Съединени американски щати. Площта му е 870 km², а населението - 23 361 души (2000). Административен център е град Станфорд.